# Скок удаљ
Скок удаљ у атлетици спортска је дисциплина, у којој атлетичар изводи скок из залета, са одразом једне ноге ради постизања што веће дужине. Постоји и скок удаљ без залета са одразом је из места са обе ноге.

## Историја
Скок удаљ се убраја међу најстарије атлетске дисциплине. Код античких Грка био је једна од дисциплина у петобоју. При извођењу скока они су се служили тзв. халтерама тј малим теговима са држачем. Ти тегови, од гвожђа, олова или камена, били су 12 до 29 cm дуги и 1,48 до 4,63 kg тешки. За одраз им је служило укопано тврдо одразиште, испред којег је тле било прекопано и поравнано.
Скок удаљ у данашњем смислу појављује се средином 19. века у Енглеској. У програмима атлетских такмичења у САД, скок удаљ се појављује од 1868 кад се основан New York Atletic Club. Први светски рекорд од 5,80 м постигао га је П. Х. Гуч P.H. Gooch на првом такмичењу студената Оксфорда и Кембриџа. Тај рекорд је 1874. премашио Ирац Ирац Џ. Лејн (J. Lane) скочивши 7,48 м. Од 1896, пошто је уведена одскочна даска нагло се побољшавају резултати у тој дисциплини. С резултатом 8,13 м постигнутим 1935. Џеси Овенс (САД) је више од 25 година држао светски рекорд. Тек скоковима Ралфа Бостона (САД) и Игора Тер-Ованесјана (СССР) граница од 8,18 м. знатније померена на 8,35 м. Од 1968. светски рекордер је Американац Боб Бимон који је постигао 8,90 на Олимпијским играма у Мексико Ситију. У том периоду он је и светски рекордер у дворани са 8,25 м. Тек 21 једну годину касније 1991. у Токију данашњи светски рекордер Мајк Пауел је оборио Бимонов рекорд са 8,95 м. Карл Луис је скочио преко 9 m са преступом, и 8,91 са ветром јачим од дозвољеног, па ти резултати нису признати.
Први рекорду женској конкуренцији од 5,16 m забележен је 1922. Поставила га је Чехословакиња Марија Мејзликова.
Први југословенски регистровани рекорди су 1919. Феодор Лукач 6,38 на отвореном и скок у даљ без залета В. Ивановић 2,82 м. Истакнути скакачи и носиоци рекорда у даљем развоју ове дисциплине били су Алекса Спахић (6,80 м) Драгутин Лазаревић Цакан (7,03), С. Ленерт (7,14), Марјан Урбић (7,32), Борис Бранд (7,45), Бранко Милер (7,60). Рекорд Југославије и Србије од 1975. до данас држи Ненад Стекић са 8,45 м. Актуелна рекордерка Србије је Ивана Шпановић са 7,24 м.
Скок удаљ у мушкој конкуренцији, је већ на првим модерним Олимпијским играма у Атини 1896., уврштена у њихов програм. Скок удаљ за жене је уврштен у олимпијске дисциплине тек од 1948. у Лондону. Између 1900. у Паризу. и 1912. у Стокхолму. олимпијска дисциплина је био и скок удаљ без залета.

## Правила такмичења

### Скакалиште
Садашња међународна правила за атлетска такмичења признају само скок у даљ са залетом. Ова такмичења се изводе на скакалишту које мора да има залетиште са одскочном даском и доскочиште (јама са песком). Дужина залетишта, које је обавезно водоравно, неограничена је, а обично износи 40 до 50 m. Јама за доскок треба да је широка најмање 2,75 м, а дуга најмање 9 m. Одраз се врши са одскочне даске која је укопана у земљу на нивоу са површином залетишта и јаме за доскок и која не сме бити удаљена од јаме за доскок мање од 1 метра. Ивица даске према јами за одскок зове са линија одраза. У одразу, нога не сме да дотакне тло иза те линије. Да би се то регистровало непосредно иза линије одраза поставља се дашчица покривена пластичном или неком другом масом како би се видео отисак ноге ако такмичар приликом скока пређе линију одраза. Приликом скока такмичар може да одскочи пре доласка до одскочне даске, што се неће рачунати као неуспео покушај. Дужина скока мери се под правим углом од отиска најближег линији одраза који такмичар направи било којим делом тела у јами за доскок.

### Извођење скока
Техника скока удаљ је сразмерно једноставна. Скакач настоји да залетом постигне што већу брзину, коју одразом претвара у што већу дужину скока. Дужина залета зависи од способности скакача. За слабије такмичаре, почетнике и жене износи 25–35 m, а за боље скакаче 35–50 m. Залет при скоку удаљ мора бити тачно измерен и таквог ритма да у моменту одраза скакачева нога дође на одразну даску. Тачност залета контролише се одређеним бројем маркица. За боље скакаче постављају се две маркице. Полазна и контролна. Ова друга је на 6 корака од одразне даске. У последњем делу залета скакач се припрема за одраз. Бољи скакачи смањују дужину последњег корака, тако да је он 20–40 cm краћи од претпоследњег корака. се при том поставља на даску целим стопалом. Чим колено замајне ноге прође испод одразне ноге почиње активно опружање ноге и руку. Одраз завршава потпуним опружањем замајне ноге, а пројекција кретања тела усмерена је напред-горе. После фазе одраза следи фаза лета. Путања тежишта скакачевог тела у ваздуху одређена је одразом и на њу скакач не може утицати за време лета. Међутим, добрим избацивањем ногу у доскоку, скакач може да повећа дужину скока.
Према кретању појединих делова тела или положаја тела разликују се углавном три техике скока удаљ: згрчена, са увинућем и корачна.

## Светски рекорди
Први светски рекорд у атлетици ИААФ (International Association of Athletics Federations – Међународна атлетска федерација) је признала 1912. године. Обарање рекорда у скоку удаљ у последњем периоду све је ређе. И мушки и женски рекорди на отвореном и дворани стари су преко 20 година. Тренутни рекорд код мушкараца је 8,95 метара а постигао га је Мајк Пауел из САД на Светском првенству у Токију 30. августа 1991. Код жена рекорд држи Галина Чистјакова из СССР даљином од 7,52 метра, а постигнут је у Лењинграду, 11. јуна 1988.
Светски рекорд за мушкарце у скоку удаљ у дворани је 8,79 метара а постигао га је Карл Луис из САД у Њујорк 27. јануара 1984. Код жена рекорд држи Хајке Дрекслер из Источне Немачке скоком 7,37 метара у Бечу, 13. фебруара 1988.

## Мушки рекорди у скоку удаљ на отвореном
Ово је списак светских и континенталних рекорда у скоку удаљ на отвореном за мушкарце на сајту Светске атлетике са стањем на дан 16. новембар 2024.
| Рекорди                     | Резултат | Атлетичар                  | Националност                       | Место                              | Датум             |
| --------------------------- | -------- | -------------------------- | ---------------------------------- | ---------------------------------- | ----------------- |
| Светски рекорд              | 8,95     | Мајк Пауел                 | САД                                | Токио, Јапан                       | 30. август 1991.  |
| Рекорди светских првенстава | 8,95     | Мајк Пауел                 | САД                                | Токио, Јапан                       | 30. август 1991.  |
| Олимпијски рекорд           | 8,90     | Боб Бимон                  | САД                                | Мексико Сити, Мексико              | 18. октобар 1968. |
| Афрички рекорд              | 8,65     | Луво Мањонга               | ЈАР                                | Почефструм, Јужноафричка Република | 22. април 2017.   |
| Азијски рекорд              | 8,48     | Мухамед Салман Ал Хувалиди | Саудијска Арабија                  | Сотевил, Француска                 | 2. јул 2006.      |
| Северноамерички рекорд      | 8,95     | Мајк Пауел                 | САД                                | Токио, Јапан                       | 30. август 1991.  |
| Јужноамерички рекорд        | 8,73     | Ирвинг Саладино            | Панама                             | Хенгело, Холандија                 | 24. мај 2008.     |
| Европски рекорд             | 8,86     | Роберт Емијан              | СССР                               | Цахкадзор, СССР, данас Јерменија   | 22. мај 1987.     |
| Океанијски рекорд           | 8,54     | Мичел Вот                  | Аустралија                         | Стокхолм, Шведска                  | 29. јул 2011.     |
| Рекорд Србије               | 8,45     | Ненад Стекић               | СФРЈ · (АК Црвена звезда, Београд) | Монтреал, Канада                   | 1. август 1975.   |

## Женски рекорди у скоку удаљ на отвореном
Ово је списак светских и континенталних рекорда у скоку у даљ на отвореном за жене на сајту ИААФ са стањем на дан 16. новембар 2024.
| Рекорди               | Резултат | Атлетичарка         | Националност                 | Место                | Датум               |
| --------------------- | -------- | ------------------- | ---------------------------- | -------------------- | ------------------- |
| Светски рекорд        | 7,52     | Галина Чистјакова   | Совјетски Савез              | Лењинград, СССР      | 11. август 1988.    |
| Олимпијски рекорд     | 7,40     | Џеки Џојнер-Керси   | САД                          | Сеул, Јужна Кореја   | 29. септембар 1988. |
| Афрички рекорд        | 7,17     | Есе Бруме           | Нигерија                     | Чула Виста, САД      | 29. мај 2021.       |
| Азијски рекорд        | 7,01     | Јао Вејли           | Кина                         | Ђинан, Кина          | 5. јун 1993.        |
| Североамерички рекорд | 7,49     | Џеки Џојнер-Керси   | САД                          | Њујорк, САД          | 22. мај 1994.       |
| Североамерички рекорд | 7,49     | Џеки Џојнер-Керси   | САД                          | Сестријере, Италија  | 31. јул 1994.       |
| Јужноамерички рекорд  | 7,26     | Морен Хига Маги     | Бразил                       | Богота, Колумбија    | 26. јун 1999.       |
| Европски рекорд       | 7,52     | Галина Чистјакова   | СССР                         | Лењинград, СССР      | 11. август 1988.    |
| Океанијски рекорд     | 7,13     | Брук Стратон-Бушкул | Аустралија                   | Чула Виста, САД      | 9. јул 2022.        |
| Рекорд Србије         | 7,14     | Ивана Вулета        | Србија(АК Војводина, Н. Сад) | Будимпешта, Мађарска | 20. август 2023.    |

## Листа 25 најбољих скакача удаљ свих времена на отвореном
- Ажурирано: 16. новембар 2024.

| Ранг | Резулат | Ветар (м/с) | Атлетичар            | Националност    | Место                      | Датум               | Реф.   |
| ---- | ------- | ----------- | -------------------- | --------------- | -------------------------- | ------------------- | ------ |
| 1.   | 8,95    | +0,3        | Мајк Пауел           | САД             | Токио, Јапан               | 30. август 1991.    | [ 4 ]  |
| 2.   | 8,90    | +2,0        | Боб Бимон            | САД             | Мексико Сити, Мексико      | 18. октобар 1968.   |        |
| 3.   | 8,87*   | −0,2        | Карл Луис            | САД             | Токио, Јапан               | 30. август 1991.    | [ 4 ]  |
| 4.   | 8,86    | +1,9        | Роберт Емијан        | СССР            | Цагкадзор, Совјетски Савез | 22. мај 1987.       | [ 5 ]  |
| 5.   | 8,74    | +1,4        | Лери Мајрикс         | САД             | Индијанаполис, САД         | 18. јул 1988.       | [ 6 ]  |
| 5.   | 8,74    | +2,0        | Ерик Валдер          | САД             | Ел Пасо, САД               | 2. април 1994.      | [ 7 ]  |
| 5.   | 8,74    | −1,2        | Двајт Филипс         | САД             | Јуџин, САД                 | 7. јун 2009.        | [ 8 ]  |
| 8.   | 8,73    | +1,2        | Ирвинг Сајадино      | Панама          | Хенгело, Холандија         | 24. мај 2008.       | [ 9 ]  |
| 9.   | 8,71    | +1.9        | Иван Педросо         | Куба            | Саламанка, Шпанија         | 18. јул 1995.       | [ 10 ] |
| 10.  | 8,69    | +0,5        | Таџај Гејл           | Јамајка         | Доха, Катар                | 28. септембар 2019. | [ 11 ] |
| 11.  | 8,68    | +1,7        | Хуан Мигел Ечеварија | Куба            | Бад Лангензалца, Немачка   | 30. јун 2018.       | [ 12 ] |
| 12.  | 8,66    | +1,6        | Луис Цатумас         | Грчка           | Каламата, Грчка            | 2. јун 2007.        | [ 13 ] |
| 13.  | 8,65    | +1,3        | Луво Мањонга         | ЈАР             | Почефструм, ЈАР            | 22. апри 2017.      | [ 14 ] |
| 13.  | 8,65    | -0,3        | Милитиадис Тентоглу  | Грчка           | Рим, Италија               | 8. јун 2024.        | [ 15 ] |
| 15.  | 8,63    | +0,5        | Карим Стрит Томпсон  | САД             | Линц, Аустрија             | 4. јун 1994.        |        |
| 16.  | 8,62    | +0,7        | Џејмс Бекфорд        | Јамајка         | Орландо, САД               | 5. април 1997.      |        |
| 17.  | 8,58    | +1,8        | Џарион Лосон         | САД             | Јуџин, САД                 | 3. јул 2016.        | [ 16 ] |
| 18.  | 8,56    | +1,3        | Јаго Ламела          | Шпанија         | Торино, Италија            | 24. јун 1999.       |        |
| 18.  | 8,56    | +0,2        | Александар Менков    | Русија          | Москва, Русија             | 16. август 2013.    | [ 17 ] |
| 20.  | 8,54    | +0,9        | Луц Домбровски       | Источна Немачка | Москва, Совјетски Савез    | 28. јул 1980.       |        |
| 20.  | 8,54    | +1,7        | Мичел Вот            | Аустралија      | Стокхолм, Шведска          | 29. јул 2011.       | [ 18 ] |
| 20.  | 8,54    | +1,2        | Вејн Пикок           | Јамајка         | Будимпешта, Мађарска       | 23. август 2023.    | [ 19 ] |
| 23.  | 8,53    | +1,2        | Хаиме Џеферсон       | Куба            | Хавана, Куба               | 12. мај 1990.       |        |
| 24.  | 8,52    | +0,7        | Саванте Стрингфелоу  | САД             | Пало Алто, САД             | 21. јун 2002.       |        |
| 24.  | 8,52    | +1,8        | Џеф Хендерсон        | САД             | Торонто, Канада            | 22. јул 2015.       | [ 20 ] |

*Карл Луис на Светском првенству у Токију 1991. је уз ветар јачи од дозвољеног (+2,9 м/с) скочио 8,91 м. Резултат на првенству је признат, али рекорд није. Признат му је скок од 8,87 уз дозвољену јачину ветра. Карл Луис је такође скочио 8,79 м (1983), 8,79 м (1984 у дворани), 8,76 м (1982), 8,76 м (1988), 8,75 м (1987), 8,72 м (1988), 8,71 м (1984).

### Атлетичари чији скокови нису признати:
- Мајк Пауел (САД) скок 8,99 м (+4,4) на надморској висини Сестријереа у Италији (2.035 м) 21. јул 1992.
- Иван Педросо (Куба) скок 8,96 м (+1,2) на надморској висини Сестријереа у Италији (2.035 м) 29. јул 1995. Скок је неважећи због опструкције мерача ветра.
- Карл Луис (САД) скочио 8.91 (+2,9) и 8,83 (+2,3) 30. августа 1991 на Светском првенству у Токију, Јапан.
- Хуан Мигел Ечеварија (Куба) скок 8,83 (+2,1) 10. јун 2018. у Стокхолм, Шведска.
- Фабрис Лапјер (Аустралија) скок 8,78 (+3,1) 18. април 2010. у Перту, Аустралија.
- Џејмс Бекфорд (Јамајка) скок 8,68 (+4,9) 20. мај 1995. у Одеси, Украјина.
- Маркиз Денди (САД) скок 8,68 (+3,7) 25. јун 2015. у Јуџину, Орегон, САД.
- Џо Грин (САД) скок 8,68 (+4.0) на надморској висини Сестријереа у Италији (2035 м) 21. јул 1995.
- Карим Стрит Томпсон (САД) скок 8,64 (+3,5) 18. јун 1995 у Ноксвилу, Тенеси, САД.
- Мајк Конли (САД) скок 8,63 (+3,9) 20. јун 1986. у Јуџину, Орегон, САД.
- Џеф Хендерсон (САД) скок 8,59 (+2,9) on 3 July 2016 у Јуџину, Орегон, САД.
- Џејсон Грајмс (САД) скок 8,57 (+5,2) 27. јун 1982. у Дараму, Северна Каролина, САД.
- Кевин Дилворт (САД) скок 8,53(+4,9) 27. април 2002. у Фор де Франсу, Мартиник.

## Вечна листа 25 најбољих скакачица удаљ на отвореном
- Ажурирано: 16. новембар 2024.[21]

| Ранг | Резулат | Ветар (м/с) | Атлетичарка             | Националност    | Место           | Датум               | Реф.   |
| ---- | ------- | ----------- | ----------------------- | --------------- | --------------- | ------------------- | ------ |
| 1.   | 7,52    | +1,4        | Галина Чистјакова       | СССР            | Лењинград       | 11. јун 1988.       | [ 22 ] |
| 2.   | 7,49    | +1,3        | Џеки Џојнер Керси       | САД             | Њујорк          | 22. мај 1994.       | [ 23 ] |
| 3.   | 7,48    | +1,2        | Хајке Дрекслер          | Источна Немачка | Нојбранденбург  | 9. јул 1988.        |        |
| 4.   | 7,43    | +1,4        | Анисоара Кусмир         | Румунија        | Букурешт        | 4. јун 1983.        |        |
| 5.   | 7,42    | +2,0        | Татјана Котова          | Русија          | Анси            | 23. јун 2002.       |        |
| 6.   | 7,39    | +0,5        | Јелена Белевска         | СССР            | Брјанск         | 18. јун 1987.       |        |
| 7.   | 7,37    |             | Инеса Кравец            | Украјина        | Кијев           | 13. јун 1992.       | [ 24 ] |
| 8.   | 7,33    | +0,4        | Татјана Лебедева        | Русија          | Тула            | 31. јул 2004.       |        |
| 9.   | 7,31    | +1,5        | Јелена Хлопотнова       | СССР            | Алма Ата        | 12. септембар 1985. |        |
| 9.   | 7,31    | −0,1        | Мерион Џоунс            | САД             | Цирих           | 12. август 1998.    |        |
| 9.   | 7,31    | +1,7        | Бритни Рис              | САД             | Јуџин, САД      | 2. јул 2016.        | [ 25 ] |
| 12.  | 7,30    | -0,8        | Малаика Михамбо         | Немачка         | Доха, Катар     | 6. октобар 2019.    | [ 26 ] |
| 13.  | 7,27    | −0,4        | Ирина Мерешина          | Русија          | Тула            | 31. јул 2004.       |        |
| 14.  | 7,26 A  | +1,8        | Морен Хига Маги         | Бразил          | Богота          | 26. јул 1999.       |        |
| 15.  | 7,24    | +1,0        | Лариса Бережна          | СССР            | Гранада         | 25. мај 1991.       |        |
| 16.  | 7,21    | +1,6        | Хелга Радке             | Источна Немачка | Дрезден         | 26. јул 1984.       | [ 27 ] |
| 16.  | 7,21    | +1,9        | Људмила Колчанова       | Русија          | Сочи            | 27. мај 2007.       |        |
| 18.  | 7,20    | −0,5        | Вали Јонеску Константин | Румунија        | Букурешт        | 11. август 1982.    |        |
| 18.  | 7,20    | +2,0        | Ирена Озенка            | СССР            | Будимпешта      | 12. септембар 1986. |        |
| 18.  | 7,20    | +0,8        | Јелена Синчукова        | СССР            | Будимпешта      | 20. јун 1991.       |        |
| 18.  | 7,20    | +0,7        | Ирина Мушајлова         | Русија          | Санкт Петербург | 14. јул 1994.       |        |
| 22.  | 7,17    | +1,8        | Ирина Валукевич         | СССР            | Брјанск         | 18. јул 1987.       |        |
| 22.  | 7,17    | +0,6        | Тијана Бартолета        | САД             | Рио де Жанеиро  | 17. август 2016.    | [ 28 ] |
| 22.  | 7,17    | 1,1         | Есе Бруме               | Нигерија        | Чула Виста, САД | 29. мај 2021.       | [ 29 ] |
| 25.  | 7,16    |             | Јоланда Чен             | СССР            | Москва          | 30. јул 1988.       | [ 30 ] |
| 25.  | 7,16    | −0,1        | Елва Голборн            | Јамајка         | Мексико сити    | 22. мај 2004.       |        |
| 25.  | 7,16    | +1,6        | Состен Могенара         | Немачка         | Вајнхајм        | 28. мај 2016        | [ 31 ] |

## Листа најбољих резултата у скоку у даљ за мушкарце у дворани
Ово је листа атлетичара који су најдаље скакали у даљ у дворани, са стањем на дан 16. новембар 2024. године. (Напомена: неки атлетичари су више пута скочили у даљ у приказаном распону. Приказан је само најбољи резултат сваког атлетичара.)
| Ранг | Резултат | Атлетичар            | Датум рођења       | Националност    | Место                           | Датум             |
| ---- | -------- | -------------------- | ------------------ | --------------- | ------------------------------- | ----------------- |
| 1.   | 8,79     | Карл Луис            | 1. јул 1961.       | САД             | Њујорк, САД                     | 27. јануар 1984.  |
| 2.   | 8,71     | Себатијан Бајер      | 11. јул 1986.      | Немачка         | Торино, Италија                 | 8. март 2009.     |
| 3.   | 8,62     | Иван Педросо         | 17. децембар 1972. | Куба            | Маебаши, Јапан                  | 7. март 1999.     |
| 4.   | 8,59     | Мигуел Пате          | 13. јун 1979.      | САД             | Њујорк, САД                     | 1. март 2002.     |
| 5.   | 8,56     | Јаго Ламела          | 1. јул 1961.       | Шпанија         | Маебаши, Јапан                  | 7. март 1999.     |
| 6.   | 8,55     | Милитиадис Тентоглу  | 18. март 1998.     | Грчка           | Београд, Србија                 | 18. март 2022.    |
| 7.   | 8,49     | Роберт Емијан        | 16. фебруар 1965.  | Совјетски Савез | Лијевен, Француска              | 21. фебруар 1987. |
| 8.   | 8,46     | Хуан Мигел Ечеварија | 11. август 1998.   | Куба            | Бирмингем, Уједињено Краљевство | 2. март 2018.     |
| 9.   | 8,45     | Џувон Херисон        | 30. април 1999.    | САД             | Фејетвил, САД                   | 12. март 2021.    |
| 10.  | 8,44     | Лари Мајрикс         | 10. март 1956.     | САД             | Лијевен, Француска              | 27. јануар 1990.  |
| 10.  | 8,44     | Мајк Пауел           | 10. новембар 1963. | САД             | Будимпешта, Мађарска            | 5. фебруар 1993.  |
| 10.  | 8,44     | Луво Мањонга         | 8. јануар 1991.    | ЈАР             | Бирмингем, Уједињено Краљевство | 2. март 2018.     |

## Листа најбољих резултата у скоку у даљ за жене у дворани
Ово је листа 10 надаљих скокова удаљ свих времена у дворани код атлетичарки, са стањем на дан 16. новембар 2024. године. (Напомена: неке атлетичарке су више пута скочиле у приказаном распону. Приказан је само најбољи резултат сваке атлетичарке.)
| Ранг | Резултат | Атлетичарка        | Датум рођења       | Националност    | Место            | Датум             |
| ---- | -------- | ------------------ | ------------------ | --------------- | ---------------- | ----------------- |
| 1.   | 7,37     | Хајке Дрекслер     | 16. децембар 1964. | Источна Немачка | Беч, Аустрија    | 13. фебруар 1988. |
| 2.   | 7,30     | Галина Чистјакова  | 26. јул 1962.      | СССР            | Липецк, СССР     | 28. јануар 1989.  |
| 3.   | 7,24     | Ивана Шпановић     | 10. мај 1990.      | Србија          | Београд, Србија  | 5. март 2017.     |
| 4.   | 7,23     | Бритни Рис         | 9. септембар 1986. | САД             | Истанбул, Турска | 11. март 2012.    |
| 5.   | 7,20     | Лариса Бережна     | 28. фебруар 1961.  | СССР            | Гомељ, СССР      | 5. фебруар 1989.  |
| 6.   | 7,18     | Тара Дејвис-Вудхол | 20. мај 1999.      | САД             | Албукерки, САД   | 16. фебруар 2024. |
| 7.   | 7,17     | Јелена Хлоптонова  | 4. август 1963.    | СССР            | Кишињев, СССР    | 16. фебруар 1985. |
| 8.   | 7,13     | Џеки Џојнер-Керси  | 3. март 1962.      | САД             | Атланта, САД     | 5. март 1994.     |
| 9.   | 7,09     | Хелга Ратке        | 16. мај 1962.      | Источна Немачка | Берлин           | 24. фебруар 1985. |
| 9.   | 7,09     | Инеса Кравец       | 5. октобар 1966.   | ЗНД             | Москва, ЗНД      | 1. фебруар 1992.  |

## Мушки рекорди у скоку у даљ у дворани
Ово је списак светских и континенталних рекорда у скоку у даљ у дворани за мушкарце на сајту Светске атлетике са стањем на дан 16. новембар 2024.
| Рекорди                | Резултат | Атлетичар           | Националност                         | Место                           | Датум             |
| ---------------------- | -------- | ------------------- | ------------------------------------ | ------------------------------- | ----------------- |
| Светски рекорд         | 8,79     | Карл Луис           | САД                                  | Њујорк, САД                     | 27. јануар 1984.  |
| Афрички рекорд         | 8,44     | Луво Мањонга        | Јужноафричка Република               | Бирмингем, Уједињено Краљевство | 2. март 2018.     |
| Азијски рекорд         | 8,27     | Су Сјонгфенг        | Кина                                 | Нанкинг, Кина                   | 11. март 2010.    |
| Северноамерички рекорд | 8,79     | Карл Луис           | САД                                  | Њујорк, САД                     | 27. јануар 1984.  |
| Јужноамерички рекорд   | 8,42     | Ирвинг Саладино     | Панама                               | Пеанија, Грчка                  | 13. фебруар 2008. |
| Европски рекорд        | 8,71     | Себастијан Бајер    | Немачка                              | Торино, Италија                 | 8. март 2009.     |
| Океанијски рекорд      | 8,25     | Фабрис Лапјер       | Аустралија                           | Портланд, САД                   | 20. март 2016.    |
| Рекорд Србије          | 8,03     | Страхиња Јованчевић | Србија · (АК Црвена звезда, Београд) | Глазгов, Уједињено Краљевство   | 3. март 2019.     |

## Женски рекорди у скоку у даљ у дворани
Ово је списак светских и континенталних рекорда у скоку у даљ у дворани за жене на сајту Светске атлетике са стањем на дан 16. новембар 2024.
| Рекорди               | Резултат | Атлетичарка     | Националност                      | Место              | Датум             |
| --------------------- | -------- | --------------- | --------------------------------- | ------------------ | ----------------- |
| Светски рекорд        | 7,37     | Хајке Дрекслер  | Источна Немачка                   | Беч, Аустрија      | 13. фебруар 1988. |
| Афрички рекорд        | 6,97     | Чиома Аџунва    | Нигерија                          | Ерфурт, Немачка    | 5. фебруар 1997.  |
| Азијски рекорд        | 6,82     | Ђуен Јанг       | Кина                              | Пекинг, Кина       | 13. март 1992     |
| Североамерички рекорд | 7,23     | Бритни Рис      | САД                               | Истанбул, Турска   | 11. март 2012.    |
| Јужноамерички рекорд  | 6,89     | Морен Хига Маги | Бразил                            | Валенсија, Шпанија | 9. март 2008.     |
| Европски рекорд       | 7,37     | Хајке Дрекслер  | Источна Немачка                   | Беч, Аустрија      | 13. фебруар 1988. |
| Океанијски рекорд     | 6,81     | Никол Боегман   | Аустралија                        | Барселона, Шпанија | 12. март 1995.    |
| Рекорд Србије         | 7,24     | Ивана Шпановић  | Србија · (АК Војводина, Нови Сад) | Београд, Србија    | 5. март 2017.     |

## Освајачи медаља у скоку удаљ на највећим такмичењима

### Олимпијске игре
- Мушкарци
- Жене

### Светска првенства (на отвореном)
- Мушкарци
- Жене

### Светска првенства (у дворани)
- Мушкарци
- Жене

### Европска првенства (на отвореном)
- Мушкарци
- Жене

### Европска првенства (у дворани)
- Мушкарци
- Жене

## Развој рекорда у скоку удаљ

### Мушкарци
- Развој светског рекорда у скоку удаљ на отвореном за мушкарце
- Развој светског рекорда у скоку удаљ у дворани за мушкарце

### Жене
- Развој светског рекорда у скоку удаљ на отвореном за жене
- Развој светског рекорда у скоку удаљ у дворани за жене
- Развој европског рекорда у скоку удаљ на отвореном за жене